# Lo scheletro impossibile
Lo scheletro impossibile è un romanzo di fantascienza di James Patrick Hogan. Scritto nel 1977, è il primo di cinque episodi della serie chiamata "Ciclo dei giganti". Tutti sono stati pubblicati in Italia da Urania.

## Trama
Nel XXII secolo, una squadra di scienziati in missione sulla Luna scopre casualmente una tuta spaziale contenente uno scheletro umano risalente a 50.000 anni prima. Analizzando i resti biologici e gli oggetti che il misterioso individuo aveva con sé, i protagonisti scoprono una serie di indizi che sconvolgeranno ogni teoria precedente sull'origine della razza umana.

## Edizioni
- (EN) James Patrick Hogan, Inherit the Stars, 1977.
- James Patrick Hogan, Lo scheletro impossibile, traduzione di Beata Della Frattina, collana Urania n. 739, Mondadori, 1978.
- James Patrick Hogan, Lo scheletro impossibile, in Le stelle dei giganti, traduzione di Beata Della Frattina, Urania Millemondi n. 74, Mondadori, 2016.